# Castelo Balvenie

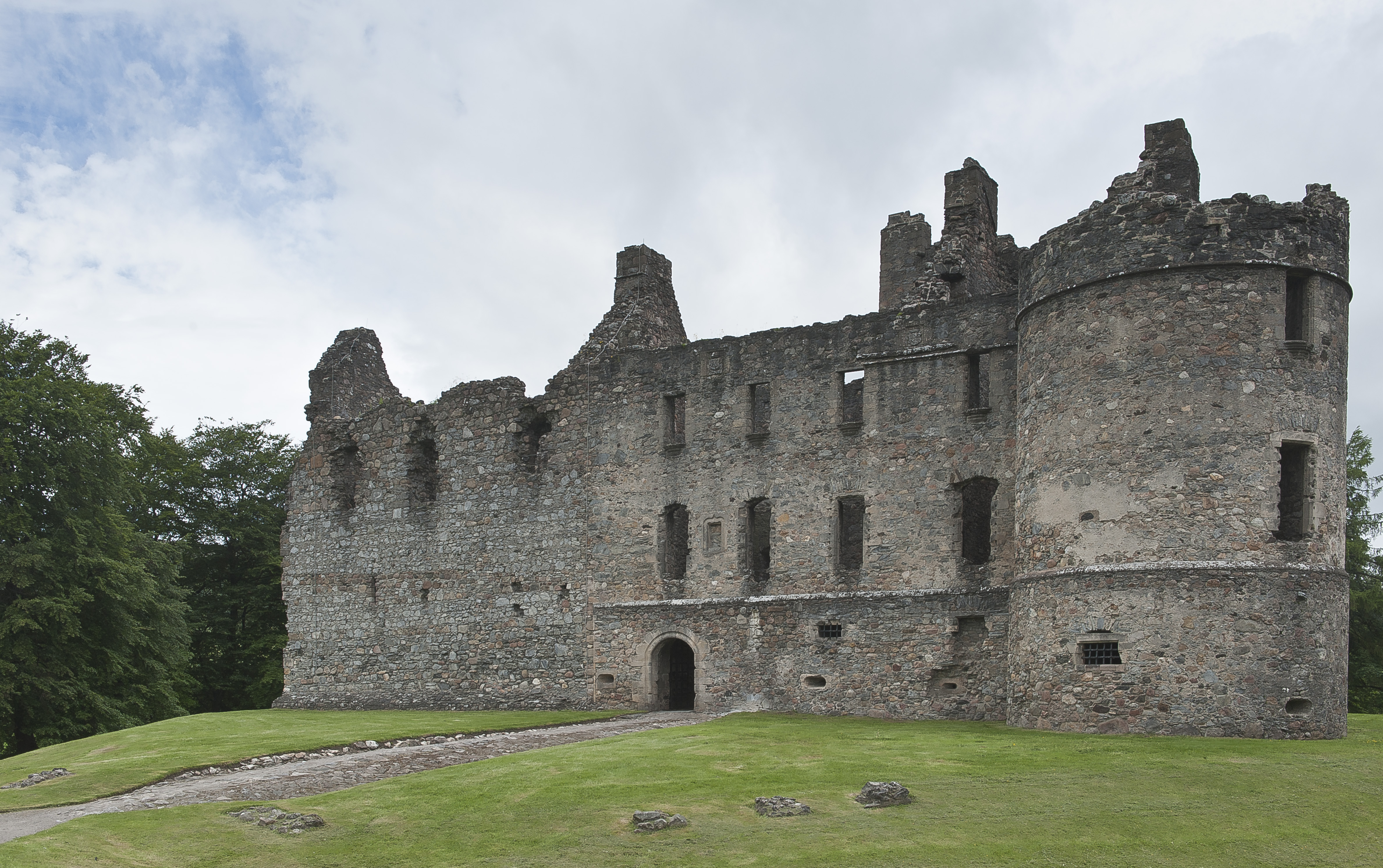
Castelo Balvenie, Escócia.

O Castelo Balvenie localiza-se em Dufftown, na Escócia.
Originalmente a sede do poderoso "Comyn" dos Condes de Buchan, Balvenie é um castelo cercado por um fosso, com uma maciça muralha envolvente. Encontra-se atualmente em ruínas, preservadas.